# Libor Radimec
Libor Radimec (Ostrava, 22 maggio 1950) è un ex calciatore cecoslovacco, di ruolo difensore.

## Carriera
Con la Nazionale di calcio della Cecoslovacchia ha preso parte al torneo olimpico del 1980 (in cui vinse la medaglia d'oro) ed al campionato del mondo 1982.

## Palmarès

### Club
- Campionato cecoslovacco: 3

Baník Ostrava: 1975-1976, 1979-1980, 1980-1981
- Coppa di Cecoslovacchia: 1

Baník Ostrava: 1977-1978

### Nazionale
- Oro olimpico: 1

Mosca 1980